# Saint-Julien-le-Châtel
 Saint-Julien-le-Châtel  es una comuna (municipio) de Francia, en la región de Lemosín, departamento de Creuse, en el distrito de Aubusson y cantón de Chambon-sur-Voueize.
Su población en el censo de 1999 era de 172 habitantes.
Está integrada en la ‘‘Communauté de communes du Carrefour des Quatre Provinces’’.

## Demografía
| 272 | 279 | 246 | 190 | 174 | 172 |
| Para los censos de 1962 a 1999 la población legal corresponde a la población sin duplicidades (Fuente: INSEE [Consultar]) |     |     |     |     |     |